# Spatial Information Infrastructure for Reconstruction Monitoring
 (juillet 2009).
 (mars 2021).
Spatial Information Infrastructure for Reconstruction Monitoring (SIIRM) est un projet de cartographie spatiale et d'information géographique du Sri Lanka qui a démarré officiellement le 19 septembre 2007.

## Présentation
Le projet Spatial Information Infrastructure for Reconstruction Monitoring est né à la suite du tsunami de 2004 et il est conçu pour pallier le manque d’information cartographique au 1⁄10 000 sur les façades est et sud-est du pays et pour supporter les efforts de reconstructions avec des outils SIG adaptés, du matériel et des formations.
Le projet a bénéficié d'un prêt de 6,2 millions d’euros, géré par un Consortium constitué du Groupe FIT, de FIT Conseil et de l'IGN France international, et destiné à deux clients :
- l'Urban Development Authority (UDA), organisme chargé de planifier et de coordonner les efforts de reconstruction post tsunami ;
- le Survey Department (SD) qui est chargé de la cartographie du Sri Lanka.

Le projet profite à l’ensemble de la communauté d’utilisateurs impliqués dans la reconstruction, la gestion et la planification de six districts des provinces Est et Sud du Sri Lanka pour qui la mise à disposition de données précises et récentes constitue le préliminaire indispensable. Enfin l’expérience générée par ce projet profitera à l’ensemble du pays et posera les jalons d’une base d’information spatiale au niveau national.

## Contenu du projet
Le projet SIIRM comprend quatre principaux volets.

### Volet cartographie
Le volet Cartographie comporte la mise en place d’une base de données au 1⁄10 000 couvrant 15 000 km2 sur l’Est et le Sud du pays. Intégrée au sein d’un système d'information géographique (SIG), cette base de données est complétée par une cartographie de l’occupation des sols au 1⁄20 000 et des bases de données urbaines au 1⁄5 000 ciblées sur neuf différents centres urbains (500 km2).

### Volet Outils SIG
Les « Outils SIG » sont développés dans le but d’appuyer les gestionnaires et planificateurs urbains dans leur travail de tous les jours. Un des outils les plus remarquables est le géoportail web qui mettra à disposition du public les informations contenues dans les bases de données implémentées par le projet. Les autres Outils SIG comprennent un module de comparaison de l’occupation des sols avant et après le tsunami, un module destiné à l’analyse de la répartition de la population en fonction de plusieurs critères sociodémographiques, un outil de recherche des sites les plus adaptés au développement urbain, un outil exploitant l’ensemble des fonctionnalités des bases de données urbaines au 1⁄5 000, un outil de suivi des sites de reconstruction. Le dernier de ces outils SIG est développé en coopération avec le BRGM et la société CREOCEAN et est destiné à fournir des cartes globales des risques côtiers sur les façades est et sud du pays. Ces risques comprennent les tsunamis, les inondations littorales dues aux moussons et tempêtes prenant en compte la prévision de la montée des eaux en 2060 et l’érosion littorale. Une étude est en cours pour déterminer s'il est possible d’y intégrer un volet inondation à la demande du client et si le Modèle Numérique de Terrain permet des prévisions globales fiables.

### Architecture technique
Le troisième volet du projet concerne la fourniture de matériel informatique et de logiciels au SD et à l’UDA. 2,5 tonnes de matériel ont été envoyés de France au Sri Lanka et installées dans les locaux des deux clients. Ces équipements constituent des solutions complètes pour gérer et maintenir les bases de données implémentées par le projet et pour rendre ces institutions autonomes pour la création de nouvelle couverture cartographique.

### Formations
Le dernier volet concerne la formation qui s’applique à toutes les phases de mise en place et de fonctionnement du projet. Il comprend de nombreux modules sur la formation générale sur l’utilisation de l’imagerie satellitaire à des fins de cartographie, la production de cartes avec les outils SIG, la gestion des bases de données et la maintenance des serveurs et équipements. Enfin, ce volet formation inclut des voyages d’études.